# Basketball (serial telewizyjny)
Basketball (hangul: 빠스껫 볼 Ppaseukket Bol) – południowokoreański serial telewizyjny emitowany na antenie tvN. Serial był emitowany od 21 października do 31 grudnia 2013 roku, w poniedziałki i wtorki o 21:40, liczy 18 odcinków. Główne role odgrywają w nim Do Ji-han, Lee Elijah i Jung Dong-hyun

## Opis fabuły
Historia jest oparta na faktach historia dziejąca się w latach 40. XX wieku. Opowiadać będzie o walce młodych ludzi o lepsze jutro dla siebie i swoich przyjaciół - walce z japońskim reżimem i drogą do odzyskania niepodległości przez swoją ojczyznę, Koreę.
Główny wątek to opowieść o Kang San. Młody i ambitny chłopak dorastał w małej wiosce wychowywany tylko przez matkę. Wyjeżdżając do szkoły do Seul'u znajduje nową fascynację, koszykówkę - sport, który w Azji był zupełną nowością. Mężczyzna nie spodziewa się, że parę lat później na Igrzyskach Olimpijskich w Londynie będzie współautorem największego sukcesu reprezentacji Korei w tym sporcie aż do dziś. Zespół był ćwierćfinalistą tamtych zawodów w 1948 roku. 

## Obsada
- Do Ji-han jako Kang San
- Lee Elijah jako Choi Shin-young
- Jung Dong-hyun jako Min Chi-ho

Otoczenie Kang Sana
- Park Soon-chun jako Geum-nam
- Son Beom-joon jako Hwang Bok-joo
- Jin Kyung jako Bam Shil-daek
- Kim Bo-mi jako Mi-sook

Otoczenie Shin-young
- Kim Eung-soo jako Choi Je-gook
- Park Ye-eun jako Go Bong-soon
- Kim Soo-hyun jako dyrektor Kim
- Jang Jae-ho jako Choi Tae-young

Otoczenie Chi-ho
- Ahn Suk-hwan jako Min Tae-shin
- Kang Sung-min jako Oh In-soo
- Jung In-sun jako Hong Byeo-ri
- Jang Hee-soo jako matka Chi-ho

Klub koszykarski
- Gong Hyung-jin jako Gong Yoon-bae
- Ji Il-joo jako Lee Hong-ki
- Jung Seung-kyo jako Bae Sung-won
- Han Young-soo jako Yong-goo
- Park Gun jako Soo-dong
- Choi Chang-kyun jako So Chil-bok

Służby okupacyjne
- Lee Han-wi jako Yoon Deok-myung
- Go In-beom jako Byun Joon-pyo
- Ha Yong-jin jako Takeshi

W pozostałych rolach
- Lee Jung-jin jako koszykarz (cameo, odc. 1)
- Oh Ji-ho jako koszykarz (cameo, odc. 1)
- Jo Hee-bong jako człowiek-orkiestra
- Kang Kyung-hun jako matka Hong-ki
- Lee Min-ji
- Kim Hyuk jako Kim Hyuk
- Kang Nam-gil jako ojciec Byeo-ri (cameo)
- Ida Daussy jako francuski dziennikarz (cameo)